# Harry Potts
Harold „Harry“ Potts (* 22. Oktober 1920 in Hetton-le-Hole; † 16. Januar 1996 in Burnley) war ein englischer Fußballspieler und -trainer. Er ist vor allem bekannt als Meistertrainer des FC Burnley aus der Saison 1959/60, nachdem er kurz nach dem Zweiten Weltkrieg für den Klub schon als Spieler aktiv gewesen war.

## Sportlicher Werdegang

### Spielerlaufbahn
Potts wuchs im Nordosten Englands südwestlich von Sunderland in Hetton-le-Hole (wo auch Bob Paisley geboren wurde) auf und im Alter von 16 Jahren versuchte er beim Zweitligisten FC Burnley mit einem Vorspielen sein fußballerisches Talent unter Beweis zu stellen. Das Testspiel fand gegen eine Auswahl des FC Blackpool statt und Potts stellte sich dabei so gut an, dass ihm im November 1937 ein Profivertrag angeboten wurde. Fortan bewies es sich zunächst einmal im Reserveteam und im Jahr 1939 standen die Vorzeichen gut, dass er es in die erste Mannschaft schaffen könnte. Wie bei vielen Fußballern seiner Generation sorgte der Ausbruch des Zweiten Weltkriegs dann jedoch für eine langjährige Unterbrechung der Sportlerlaufbahn und er diente in der Royal Air Force in Indien. Erst 1946 kehrte er nach dem Ende der Kampfhandlungen nach Burnley zurück und in den folgenden vier Jahren war er Stammspieler auf der Position des Halbstürmers. In der Saison 1946/47 schoss er siebzehn Tore und neben dem Aufstieg in die höchste Spielklasse zog er mit den „Weinroten“ ins Endspiel des FA Cups ein, das mit 0:1 nach Verlängerung gegen Charlton Athletic verloren ging.
Potts harmonierte gut mit seinem Halbstürmerkollegen Billy Morris, wobei sich Morris etwas offensiver orientierte und Potts einen größeren Fokus auf Verteidigungsaufgaben in vorderster Linie legte. Schon zu dieser Zeit galt Potts als „Architekt“ der Aufstiegsmannschaft auf dem Platz, aber gleichzeitig eilte ihm auch ein etwas fragwürdiger Ruf voraus, der ihm unterstellte, mit sogenannten „Schwalben“ Freistöße und Elfmeter provozieren zu wollen. In den folgenden gut zwei Jahren war er weiter Stammspieler in der ersten Liga, wobei der dritte Rang in der Saison 1947/48 seine beste Platzierung als Burnley-Spieler war. Kurz nach der Spielzeit 1949/50, in der Potts kein Spiel verpasste, wechselte er im Monat seines 30. Geburtstags zum FC Everton. Maßgeblich dafür war auch, dass dort mittlerweile Cliff Britton Trainer war, unter dem Potts zuvor seinen Durchbruch in Burnley geschafft hatte – die Ablösesumme war mit 20.000 Pfund für damalige Verhältnisse beachtenswert hoch.
Der Transfer zahlte sich Potts in Bezug auf seine eigene sportliche Perspektive nicht aus. Zwar ging es für ihn direkt in die Stammformation der „Toffees“, aber bereits in seiner zweiten Saison tat er sich immer schwerer mit einem Platz in der Mannschaft. Infolgedessen nahm er dazu Traineraufgaben in Evertons Nachwuchsbereich auf. Bis zum Ende der Saison 1955/56 absolvierte er lediglich 59 Ligaspiele, in denen ihm fünfzehn Tore gelangen. Danach verließ er Everton und nach einem Jahr im Trainerstab der Wolverhampton Wanderers nahm er im Sommer 1957 bei Shrewsbury Town seine erste Rolle als Cheftrainer an.

### Trainerkarriere
Für gerade einmal 30 Spiele betreute Potts die „Shrews“, bevor er zu seinen Wurzeln nach Burnley zurückkehrte. Sein Ex-Klub hatte sich während seiner Abwesenheit sehr positiv entwickelt und zuletzt in der Saison 1957/58 den sechsten Rang belegt. Mit zahlreichen Talenten aus der eigenen Jugend machte Potts mit „ruhiger Hand und taktischer Finesse“ aus der Mannschaft ein Spitzenteam, das in den Jahren 1960 bis 1963 jeweils in der Liga unter den „Top 4“ abschloss. Der sportliche Höhepunkt war dabei bereits zu Beginn in der Saison 1959/60, als Burnley die englische Meisterschaft gewann. Bemerkenswert war dabei, dass mit Alex Elder nur ein einziger Spieler vor Beginn der Spielzeit verpflichtet wurde und sich die Titelelf sonst aus etablierten und eingespielten Kräften zusammensetzte. Burnleys zweiter Meistertrainer nach John Haworth hätte zwei Jahre später fast das Double aus englischer Meisterschaft und FA Cup gewonnen, aber letztlich sprang nur der Vizetitel heraus und auch im Pokalendspiel gegen Tottenham Hotspur zogen Potts' Mannen beim 1:3 den Kürzeren. Der Abgang von Akteuren wie Tommy Cummings und Jimmy McIlroy leitete nach einem dritten Platz 1963 eine sportliche Delle ein, bevor Potts sein Team in der Saison 1965/66 wieder in die Spitzenregion zurückführte und mit dem dritten Rang (und der identischen Punkteausbeute wie im Meisterjahr 1960) einen weiteren Achtungserfolg feierte. Das Team um Ex-Meister wie Adam Blacklaw, John Angus, Alex Elder und Brian Miller wurde dabei mittlerweile um neue Talente wie Brian O’Neil, Willie Morgan, Willie Irvine und Ralph Coates ergänzt. Die Platzierung in der Liga berechtigte zur Teilnahme am Messepokal, wo mit Eintracht Frankfurt erneut ein deutscher Vertreter (wie sechs Jahre zuvor im Europapokal der Landesmeister der Hamburger SV) Endstation für Potts war. Die letzten Jahre der 1960er waren für Burnley geprägt von Mittelmäßigkeit in der ersten Liga und im Februar 1970 endete Potts' erste Trainerzeit in Burnley. Kurioserweise hatte Burnley zuvor mit 5:0 gegen Nottingham Forest gewonnen und Potts rückte bei Burnley in eine Funktionärsposten als Generaldirektor auf. In dieser Rolle arbeitete Potts zwei Jahre bis Sommer 1972 und nach einer sechsmonatigen Pause nahm er beim Zweitligisten FC Blackpool wieder auf der Trainerbank Platz.
Das erste Pflichtspiel fand für Potts am Boxing Day ausgerechnet gegen Burnley statt. Dieses wurde mit 1:2 verloren, aber bereits bei der Neuauflage im FA Cup sorgte er mit Blackpools Sieg für die Entlassung seines Ex-Spielers Jimmy Adamson als Burnleys Trainer. Blackpool war wie auch Burnley 1971 in die zweite Liga abgestiegen und der Auftrag für Potts entsprechend mit dem Ziel Wiederaufstieg klar. Er verpflichtete gute und teure Spieler wie John Evanson, Paul Hart und Wyn Davies, die auch nicht enttäuschten, aber die Erwartungshaltung von Seiten den Anhänger weiter steigerten. Besonders enttäuschend war der Abschluss der Saison 1973/74, als Blackpool unter Potts am letzten Spieltag gegen den AFC Sunderland nach einer 1:0-Führung nach 83 Minuten noch mit 1:2 verlor und damit den Aufstieg verspielte. Auch in den darauffolgenden zwei Jahren blieben die vordersten Plätze außer Reichweite, was vor allem an der geringen Torausbeute lag (trotz der Qualitäten eines Torjägers wie Mickey Walsh in den eigenen Reihen). Zum Ende der Spielzeit 1975/76 hatte sich im Verein eine Fraktion unter den Anhängern gebildet, die den Rauswurf des Trainers forderte und nach einem mäßigen zehnten Rang musste Potts Blackpool verlassen.
An der Seite von Burnleys neuem Trainer Joe Brown arbeitete Potts fortan als Assistent. Als Burnley dann bedrohlich in Abstiegsgefahr in der zweiten Liga mit nur noch 15 restlichen Spielen geriet, übernahm Potts ein weiteres Mal die Geschicke des Klubs. Der Klassenerhalt gelang letztlich, aber mittelfristig setzte keine Besserung ein, maßgeblich auch beeinflusst durch zahlreiche Spielerverkäufe wie die von Brian Flynn und Ray Hankin an Leeds United aufgrund finanzieller Schwierigkeiten. Die Saison 1978/79 brachte zumindest mit dem Gewinn des Anglo-Scottish Cups ein wenig Renommee, aber weitere Verkäufe von Leistungsträgern wie Tony Morley und Terry Cochrane dramatisierten den sportlichen Niedergang. Im Oktober 1979 war Burnley Schlusslicht in der zweiten Liga und hatte seit Ostern 1979 nicht mehr gewonnen, was wiederum die längste Serie im Verein ohne Sieg überhaupt war. So ging Potts' Trainerlaufbahn etwas traurig zu Ende und er sollte anschließend im Profifußball nicht mehr in Erscheinung treten. Lediglich im Amateurfußball arbeitete er kurz für die Colne Dynamoes als Chefscout. Er behielt seinen Wohnsitz weiter in der Region um Burnley, wo er schließlich im Januar 1996 nach längerer Krankheit verstarb. Zu seinen Ehren wurde fünf Jahre nach seinem Tod in der Nähe des Stadions eine Straße in Harry Potts Way umbenannt.

## Titel/Auszeichnungen
- Englische Meisterschaft (1): 1960
- Charity Shield (1): 1960 (geteilt)
- Anglo-Scottish Cup (1): 1979